# Feketić
Feketić (cyr. Фекетић) – wieś w Serbii, w Wojwodinie, w okręgu północnobackim, w gminie Mali Iđoš. W 2011 roku liczyła 3980 mieszkańców.